# Marceli Nowotko

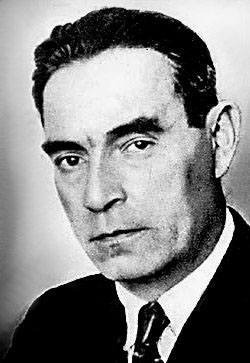
Marceli Nowotko

Marceli Nowotko (Pseudonym: Marian; * 8. August 1893 in Warschau; † 28. November 1942 ebenda) war ein polnischer Arbeiterführer.
Nowotko entstammte einer Landarbeiterfamilie. Er war zunächst Gärtnergehilfe, später Schlosser in Ciechanów. 1916 wurde er Mitglied der Sozialdemokratie des Königreichs Polen und Litauens (SDKPiL). Von 1916 bis 1918 war er als Zwangsarbeiter in Deutschland. Als 1918 in Ciechanów Arbeiter- und Soldatenrat gegründet wurde, war Nowotko maßgeblich beteiligt. In den Jahren nach 1920 war er als Sekretär in verschiedenen Bezirkskomitees der Kommunistischen Partei Polens tätig. 1935 wurde Nowotko verhaftet und zu 12 Jahren Gefängnis verurteilt. Mit Beginn des Zweiten Weltkrieges konnte er fliehen und leitete im Januar 1942 die Gründung der Polnischen Arbeiterpartei, deren erster Vorsitzender er auch war. Nowotko gilt als Mitbegründer der Gwardia Ludowa (Volksgarde). Aus dieser Organisation entstand ab 1944 die Armia Ludowa, die Volksarmee. Marceli Nowotko wurde aus bis heute ungeklärten Ursachen 1942 ermordet.